# Michel Wauthier
Michel Wauthier, né le 18 décembre 1946 à Anhée et mort le 10 décembre 2012 à Dinant, est un homme politique belge wallon, membre du PRL.
Il était docteur en médecine vétérinaire.

## Fonctions politiques
- Député fédéral belge du 21 mai 1995 au 15 décembre 2000, démissionnaire.
- Ancien député permanent de la province de Namur.
- Ancien conseiller provincial (Namur).
- Ancien conseiller communal d'Anhée.